# 중국 교육 텔레비전

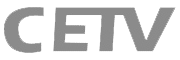

중국 교육 텔레비전(중국어: 中国教育电视台, 영어: China Education Television, 약칭: CETV)은 중화인민공화국의 교육 텔레비전 방송국이다. 1986년 10월 1일에 설립하였다.

## 방송 채널
<무료 채널>
- CETV-1 - 통합 교육 위성 채널
- CETV-2 - 교육 위성 채널
- CETV-3 - 베이징 지상파 채널
- CETV-4 - 직업 교육 채널

<유료 채널>
- CETV-조기교육 - 유아 채널

## 해외 제휴 방송국
- : BBC Two
- : PBS
- : EBS
- : TV온타리오
- : NHK 교육 텔레비전